# 魔女の旅々
『魔女の旅々』（まじょのたびたび、英題：The Journey of Elaina）は、白石定規による日本のライトノベル。書籍版イラストはあずーるが担当している。2014年にAmazon Kindleで公開された自費出版小説を初出としており、加筆修正された形でGAノベル（SBクリエイティブ）で2016年4月から刊行されている。Kindle版のイラストは宮が担当した。略称は「魔女旅」。『このライトノベルがすごい！』単行本・ノベルズ部門では2018年度版で9位、2019年度版・2020年度版で共に6位、2021年度版で10位を獲得している。
メディアミックスとして、2018年3月、コミカライズの連載とドラマCD化が発表された。スピンオフとして、2017年3月13日にGA文庫より『リリエールと祈りの国』が刊行され、2022年1月からは『祈りの国のリリエール』と改題して新たにGAノベルより刊行中で、本スピンオフ作もコミカライズされた。

## あらすじ
魔女見習いイレイナ
幼い頃に読んだ『ニケの冒険譚』に憧れ、魔女になって世界中を旅したいと夢見る少女イレイナは、一生懸命に勉強して試験を圧倒的な成績かつ平和国ロベッタの史上最年少かつ最優秀で合格し、魔女見習いの資格を得た。魔女見習いは師匠の魔女のもとで修行を積む必要があるが、イレイナの才能をよく思わない魔女たちは師匠となってくれない。そんな時、街の外れに住むという風変わりな魔女フランの噂を聞きつけたイレイナは頼んで弟子入りするが、召使いのように使われるだけで、まったく修行をつけてもらえない。ある日、急に修行をつけてくれると言ったフランに軽くあしらわれたイレイナは、溜まっていた本音をぶちまける。しかし、実はこれまでのことはイレイナに挫折を教えるため、彼女の母が仕組んでいたことだったとフランに説明される。それでもあきらめないイレイナにフランは今度こそ本当の修行をつけ、やがて認められて魔女となったイレイナは旅に出るのだった。
魔法使いの国
魔法使いの国で黒髪の少女サヤにぶつかられたイレイナは、その際に魔女の証であるブローチを紛失してしまう。イレイナはとりあえず、ブローチが見つかるまでという約束でサヤに魔法の修行をつけながら彼女のアルバイト先である宿で暮らすが、実はブローチはサヤによって盗まれていた。妹が故郷に帰ってしまったことによる孤独への寂しさから逃れようと嘘をついていたサヤをイレイナは諭し、自分の使っている帽子を渡して修行をつけた後、国を去る。それからしばらく経ったある日、遠くの街でイレイナはサヤが魔女になったことを知るのだった。
花のように可憐な彼女
旅の途中で綺麗な花畑を見つけたイレイナは、そこに佇む一人の少女から「誰にでもいいからこの花束を渡して欲しい」と花束を託される。それに応じて近くの街を訪ねると入口で門番に引き止められ、実は先ほどの花畑の花は魔法が使えない人間にとっては毒となるものであることを知る。翌日、少女のことが気になって花畑へ向かったイレイナが見たものは、少女と門番（実は少女の兄）が花の毒に侵されて絶命した姿だった。
瓶詰めの幸せ
空を飛んでいると急に呼び止める声を聞いてイレイナが近づいた少年エミルが持っていたのは、「色々な幸せが詰まった瓶」だった。それを自分が好きな使用人の少女ニノにプレゼントするのだというエミルに連れられて家を訪ねると、そこにいたのは横暴な態度をしたエミルの父と、奴隷として虐げられているニノだった。ニノを元気づけるため、エミルは瓶を解放して色々な幸せの姿を見せる。まもなく旅立ったイレイナは、決して叶わない幸せを見せられて自ら命を絶った女性の物語を思い出すのだった。
民なき国の王女
旅の途中、イレイナは廃れている国を訪れる。一晩寝るための場所を探し、比較的元の形を保っている王宮に入ると、誰もいないと思っていたそこに一人の女性が現れる。そこにいたミラロゼという記憶喪失の魔女によると、残されていた手紙に夜になるとジャバリエという魔物が現れ、それは王女である彼女にしか倒せないと書かれていたという。ミラロゼが考案した作戦のための罠作りは手伝ったもののそれ以降のことは手伝わずにイレイナは去るが、心配で戻った彼女が見たものは、罠に填めたジャバリエを痛めつけることに歓喜するミラロゼの姿だった。実はミラロゼはかつて愛する料理人の子を妊娠したが、王である父には身分の違いから結婚を認められず、恋人を目前で火炙りにされたうえに胎児も殺害されており、その恨みから父に呪いをかけて魔物に変え、国を滅ぼさせて大事なものを失うという絶望を父に味わせていた。翌日、イレイナは「旅をしてみようかしら」と言うミラロゼと別れ、旅を再開するのだった。
王立セレステリア
王立セレステリアでは、魔法を身につけた多くの魔法使いが色々な手段で民を喜ばせていた。街には魔法学校があり、イレイナは物珍しさにそこを訪れるが、許可が無い者は中に入れられないと追い出されてしまう。ところが、まもなく魔法学校の生徒たちから捕まってくれと追いかけられる。逃げ切ったイレイナは、それが今は魔法学校の先生を務めていたフランによるものだと知る。イレイナはフランに誘われて生徒たちを教える立場に加わるが、このまま先生を務めてみてはという誘いは断り、旅を続けることを決める。旅立ちの日、待ち合わせていたフランが来ないことに少し寂しさを感じながら去ろうとするイレイナの前に生徒たちとフランが現れ、空からの花びらでイレイナの旅路を祝福するのだった。
正直者の国
イレイナは、約半年前から国内では誰一人嘘を付けなくなるという正直者の国になっている国を訪れる。喋れば口から本当に思っていることが出てしまって殴り合いの喧嘩に発展し、文章を書けば真実しか書けず商売にならない。そんな国に雇われていた流砂の魔女ことエイへミアの依頼を受けたサヤと再会したイレイナは、エイヘミアから過去に若き国王の願いにより、自分の声と引き換えに嘘が付けなくなる魔法が国にかかる剣を作ったと聞かされる。依頼はその剣の破壊であり、イレイナはサヤやエイへミアと協力して魔法の制約の穴をついて城に侵入し、媒介となる剣を破壊する。こうして、国は正常化するのであった。
旅人が刻む壁
高い壁で分断されている国で双方の住人は仲が悪い。そして負けず嫌いである。しかし、この壁が実に味気無いと感じてもいた双方の役人は、双方とも通りすがりの旅人であったニケに知恵を借りる。そこで、ニケは訪れた旅人に訪問国の感想などの文字を壁に刻んでもらうことを、双方に提案する。しかし、十数年後にはその文化も衰退したうえ、アイデアを模索していた。そこへ魔法統括協会から派遣されたサヤは、壁は旅人のものだけではなく住民も想いを刻むようにしようと提案し、双方の住民たちはその通りにしたが、彼らはその場の勢いで書いたものを後で後悔し、今度は文字を消そうと壁を削り続けることになる。その結果、壁の一部が向こう側まで貫通したことにより、同じことをしていた両国が互いへの憤りなど無いことを知り、最終的に壁自体を無くすことになった。イレイナが『ニケの冒険譚』にあった壁を確かめに訪れるとすでに壊されており、残骸は記念品として現地で販売されていた。イレイナも、声をかけられた売り子から記念に欠片を購入するのであった。
ぶどう踏みの少女
ワインが名産品の「あっちの村」と「こっちの村」では毎年ぶどう投げ祭りが行われていたが、ある日少年が こっちの村の村長に、何故祭りが行われるのか由来を尋ねる。村長によると、双方の村はもとは仲が悪く、特にあっちの村ではローズマリーというセクシャルな少女が踏んで作ったというラベルのワインが大量に売れていた。こっちの村の村長はこれに対抗するため、初めてお酒を飲んでみようと村に立ち寄ったイレイナにぶどう踏みを依頼する。イレイナは乗り気ではなかったが、様子を見にやってきたローズマリーの挑発に乗り、ぶどう踏みに挑む。その結果、一人で大量のワイン分のぶどうを踏めるのかとあっちの村に潜入すると、実は村のワインは男性たちが踏んだものであることが判明して村同士の喧騒に発展し、村人たちは手元にあったぶどうを投げつけ合う。その最中、ワインを飲んで酔っぱらったイレイナが魔法でぶどうを両者にぶつけて制圧すると村は争いを止めて一つとなり、当時の事件はストレス解消のためのぶどう投げ祭りとして形を変えて残ったのだった。
切り裂き魔
住人すべてが人形を持っている街。この街では、少し前から切り裂き魔によって「女性の命」が奪われるという事件が多発していたと噂が広まっていた。すでに4人の女性が被害に遭っているといい、イレイナは事件解決のために派遣されていたシーラと出会う。その後、通りがかりに見かけた人形店で店主に人形を勧められたりしながらも宿を取ったイレイナが翌朝に目覚めると、彼女は頭髪が切られて短くなっていた。怒ったイレイナはシーラと共に犯人捜しを開始し、怪しい人形の裏オークションの存在を突き止め、潜入する。そこにはイレイナの髪を使った人形が出展されており、人形店の店主が犯人であることが判明する。イレイナたちは魔法で人形店の店主を捕縛し、事件は幕を閉じるのであった。
遡る嘆き
時計郷ロストルフにて流行っている「二丁目のセレナ」という劇を見たことで旅の路銀が尽きてしまったイレイナは、薫衣の魔女ことエステルという魔女の出した募集チラシに食いつく。エステルは、かつて処刑した殺人鬼にして親友、セレナの過去を変えたいという。過去を変えても現在は変わらないことを承知のうえで用いたエステルの時間逆行の魔法により、イレイナは共に10年前の過去へ遡るが、実は家庭環境が原因で以前から狂っていたセレナはエステルのことを何とも思っていなかったうえ、両親を惨殺してエステルにも重傷を負わせる。裏切られた怒りのあまり、エステルはセレナとの記憶を対価として過去のセレナを殺害する。魔法の効力切れによって現代へ戻ってきたエステルにセレナとの記憶は一切なく、イレイナは自らの未熟さを嘆くのであった。
ありとあらゆるありふれた灰の魔女の物語
「あなたの願いを叶える国」と書かれた国に入ったイレイナは、今までに通りかかった国すべてが混ざった謎の国にたどり着く。そこには別のイレイナがすでに16人も存在しており、個性的だが色々と問題のある彼女たちから無個性と判定され、「主人公の私」と名付けられる。存在する中でも危険な「粗暴な私」に対抗するために15人のイレイナが集まっている中、粗暴なイレイナがすべてのイレイナを倒すために乱入し、圧倒的な実力に主人公のイレイナ以外は捕らえられる。旅の中で絶望して自暴自棄になった粗暴なイレイナと主人公のイレイナは全力でぶつかり合うが、実力は拮抗して勝負はつかず、主人公のイレイナは粗暴なイレイナが悲劇を経験しなかった別の自分を知りたかったのだと言い当てる。また、すべてのイレイナが自分たちが選択せず経験しなかった可能性を体験したいという願いにより、違う旅をした自分たちと出会って経験を知るためだったと気づく。そして、イレイナたちは日記を1冊の本にまとめ、『魔女の旅々』と名づけるのだった。
二人の師匠
フランは師匠（ヴィクトリカ）が新しく取った妹弟子のシーラと相性が悪く、何かと争っていた。そんなある日、自由の街クノーツでは骨董堂という賊集団が暴れており、自分らの活動に邪魔な魔女の地位を貶めて排除しようと暗礁していた。さらに、骨董堂は魔女と同等かそれ以上の不思議な能力を有していた。師匠はこうした状況をどうにかして欲しいという魔法統括協会の現地支部役員から依頼を受け、フランとシーラに失敗したら破門にするという条件付きでそれを任せる。フランとシーラは互いに相手の足を引っ張って破門にしようと奮闘するが、思考も行動も似ていた彼女たちは骨董堂のアジトにあえて囚われることで潜入し、ボス共々捕縛する。実は魔女になろうとした理由も目的も似ていたことを知って和解したフランとシーラは、それ以降は協力することで魔女となり、師匠から「二人共にあるように」という意味を込められた二つ名を与えられるのだった。
二人の弟子
骨董堂が壊滅してから20年後、クノーツでは再び骨董堂が現れるという噂が流れていた。クノーツに師匠であるシーラから託された依頼で「絶対に開けてはいけない」謎の箱を届けに来たサヤは、露店に扮した骨董堂のボスから飴を貰う。まもなく、いつもとは違う私服であったイレイナもまたボスから飴を貰い、食べてしまう。飴には対となる飴を食べた人の中身を入れ替えてしまう魔法がかけられており、イレイナとサヤは入れ替わってしまう。入れ替わった直後、何が起きているのか分からないままイレイナは興味本位で箱を開けてしまい、「好きな人への気持ちが抑えられなくなってしまう」箱の魔法がクノーツ中に溢れ、街は大混乱となる。自分たちと街の状況を知ったイレイナとサヤは協力して骨董堂のボスを捕らえ、過去を思い出した時に箱に見覚えがあったために戻ってきたシーラと共に居たフランによって残党も捕らえられ、箱に魔法を戻したことによって事件は解決するのだった。
旅人の一日
大都市国家レコルタに、とある魔女がいた。その魔女は旅をしており、レコルタに着く前からたどり着いた先々で魔法を使用した窃盗を行っていた。レコルタにて、イレイナは新聞記者としてその魔女を取材するという名目でその魔女の犯行現場を目撃し、現行犯で逮捕した。その際に書いたレポートを役人に「怪しい魔法使いの旅人がきたときのために」と言って渡し、ちょっとしたお小遣いをもらったイレイナは、次の場所へ旅立つのであった。
常夏に降り積もる雪とゆるふわ愛され系女子
常夏の国、ウルスラに来たイレイナは、仕入れた情報と違い雪で覆われている街の様子を見て怪訝に思う。町の人によるとウルスラという魔女の気分によって国の天候は変わるらしく、普段は上気分なウルスラが何故か落ち込み、絶望したことによって雪が降っているという。そこで街の住人に頼まれ（報酬目当て）、イレイナはウルスラの屋敷に無理やり入り、扉を隔ててウルスラと話をすることになる。ウルスラがマゾヒストであることにイレイナは困惑しつつも、どうやら魔女見習い昇格試験の試験会場でウルスラが一目惚れした相手（女性）を悲しませてしまったことにより、ウルスラの気持ちが沈んでいることを知る。その一目惚れの相手がどうやらイレイナの知り合いでウルスラに憧れているリリーティアだということがわかり、イレイナはリリーティアの仕事する魔女見習い昇格試験会場で共に働くことになる。そして、試験説明の途中で受験者の一人が暴れ出したことをきっかけにウルスラは本性を現し、リリーティアとお互いのことを正直に話して恋人になっていくのだった。

## 登場人物
担当声優はドラマCD版およびテレビアニメ版ともに共通。
イレイナ（Elaina）
声 - 本渡楓
本作の主人公。年齢は大体18歳前後。平和国ロベッタ史上最年少の15歳という若さで魔法使い最高位「魔女」となった天才少女で、髪の色から『灰の魔女』という魔女名（二つ名）を持つ。誕生日は10月17日（誕生日に誕生日の国へ入国している。15巻p50）。灰色の長い髪を持ち、魔女として活動している間は黒いローブと三角帽子、魔女の証である「星を模ったブローチ」を胸元に身に着けている。自他ともに認める美少女であり、自分の容姿に絶対の自信を誇っていることをモノローグで明言しているが、背は低く胸の方は控えめであり、旅先に赴くたびにそのことを「ちんちくりん」「貧相な身体」「胸は小さいが顔は可愛い」などと指摘されては不機嫌になるという展開はお約束となっている。また、旅の状況に応じて服装を変えたり、魔法で動物や別人に変身することもある。きのこが苦手。
幼い頃に読んだ「ニケの冒険譚」に登場する主人公ニケに憧れ、旅をする魔女を志す。その後、故郷の平和国ロベッタで魔術試験に合格し、ロベッタの近くの森で暮らしていた星屑の魔女フランの下で修業した後に旅を始める 。「ニケの冒険譚」の作者については薄々気づいているが、考えないようにしている。
他の旅人や商人などからの評判を聞いて訪れる国を決めたり、初めて見た列車に「面白そう」という理由で乗ろうとしたり 、好奇心が非常に強いが、そのために軽率な行動を取りトラブルに巻き込まれる事が多々ある。誰に対しても丁寧語を用いて接するが、癖の強い人物や癪に障るような発言をした人物には暴言に近い毒舌を放つ。性格は決して素直ではなく、他者に対しての応対は若干つっけんどんなところがあるほか、金銭に対する執着がやや強く自身の手に負えない状況には諦めたような反応を示して何も手出しせず、急いで次の国へと向かうなどドライな対応をすることもある。また、細かく見えて師匠のフラン曰く母親同様大雑把な所がある。しかし一方で困っている人や困難に立ち向かおうとする人には自らが傷付かないと思われる範囲で協力することもあり、さらに情が湧いた相手のことは命をかけて守ることがある。このように根の性格はとても情にもろいため普段は関わりすぎないよう気をつけている他、「別れが寂しくなる」「思い出して寂しくなる」などの理由で見送りや贈り物を拒もうとするところがある。
仕事は主に国や人物から依頼を受け、それを解決する形で金銭を稼いでいるが、魔法や話術を使った詐欺に近い交渉で金銭を稼ぐことも多い。その他にも出会った人物の問題に半ば強制的に巻き込まれたり、思い入れれば自分から報酬を気にせず進んで事件を解決しようとすることもある。「雪がとけるまでに」や「廃墟に蔓延る」「使い魔」「笑わないルチル」など場合によっては報酬を断ったり、それらを全て助けた対象に寄付してしまうことも少なくない。一方で、自分自身がなんらかの標的になってしまい、非常に厄介な状況に陥ることもある。
「正直者の国」では魔力を放出する剣で武装した国王を無力化し、「古びた国」から脱出する時には体調不良のうえ両手が塞がっている状態から魔女を倒し、「願いをかなえる国」での粗暴な私と無個性な私の1対1の戦闘で国の半分以上が瓦礫の山と化すなど、魔法を用いた戦闘技術は非常に卓越している。一方で、魔法を使うための杖が無ければ何もできず、ある事故で杖そのものが人間の女性となってしまった時には自身に劣情を持って押し倒してきた杖にどうすることもできず唇を奪われそうになった。
「魔法使いの国」では早期の段階から自分のブローチを盗んだ人物の正体に感づいており、「正直者の国」にかかった「嘘をつけない魔法」の欠陥を見抜き、「願いをかなえる国」での自分の状況や過去に聞いた普通の人間から魔女になったシャルロッテの話から悪魔の正体に気付くなど、洞察力も高い。一方で想定外の事態には弱く、「民なき国」や「時計郷ロストルフ」では自力で解決できると思っていた事件で事前に与えられていた全ての前提が覆されてしまい、予想していなかった最悪の結末を迎えて落ち込むこともある。
『このライトノベルがすごい！』女性キャラクター部門では2019年度版で10位、2020年度版では6位を獲得している。
サヤ
声 - 黒沢ともよ
「魔法使いの国」で出会った魔女見習いを目指す少女。その国の安宿で働いていた。一人称は「ぼく」。短く切り揃えられた艶のある黒髪と黒のローブを身に着けている。イレイナ同様きのこが嫌い。誕生日は3月8日。
東の国の生まれだったが、魔女見習いになるため妹ミナと共に「魔法使いの国」へとやってきた。しかし自分より先に妹だけが魔術試験に合格してしまい、焦りと孤独感に苛まれていたところでイレイナと出会う。妹が傍に居ない寂しさを埋めるために、イレイナから魔女のブローチを盗んで隠し持ち、ブローチを見つけ出さない限り国から離れられない彼女の事情を利用して表向きはブローチ探しを手伝いながら共に宿屋で暮らしていた。しかしブローチ紛失から五日目の夜、イレイナに自身の罪を追及され説教を受けて改心。以降イレイナが旅立つまでの間に特訓を受け、魔術試験に挑戦を続けてついに努力が実り魔女見習いとなる。別れの際にイレイナから貰ったお揃いの黒い三角帽子を大事にしている。
第2巻以降は魔女に昇格して証であるブローチを身に着け、魔法統括協会所属の『炭の魔女』と名乗るようになっている。『炭の魔女』の命名は『灰の魔女』に近い物をと師匠のシーラへと要求した結果である。魔女になってからはそれなりに高い実力を発揮し、「正直者の国」ではイレイナが聖剣を折るまでの間一人で兵士を相手する等のことをこなしている。
イレイナと初めて再会した時には自らの財産の殆どをかけて購入したペアのペンダントの片割れをイレイナへとプレゼントし、それ以来もう1つのペンダントを身につけている。「正直者の国」でイレイナと再会した際には運命について語りながら求婚したり、「旅人が刻む壁」に彼女への欲情（性的な）をひたすらに書き綴る、イレイナと中身が入れ替わった時に元に戻るのを嫌がったり別れの際に「ここで別れるくらいなら仕事を辞める」と発言するなど、イレイナのことを過剰なほどに慕っている。その過剰さゆえに、他のキャラが1年前にイレイナからもらったハンカチや手紙にイレイナの残り香を感知したり、イレイナの母ヴィクトリカが残した筆跡を見てイレイナの遺伝子を感知し妄想を暴走させるなど謎のストーキング能力を発現させて周りをドン引きさせている。
当初は孤独に弱く、他者への依存性が強い性格だったが、「一人で戦うこと」について説教を受けて以降は前向きな性格になった。
フラン
声 - 花澤香菜
イレイナに魔法を伝授した師匠で、魔女名（二つ名）は『星屑の魔女』。イレイナが尊敬している魔女であり、旅の途中でたびたび話題に上がる。現在は王立セレステリアの魔法学校で先生をしている。九巻、十巻では王立セレステリアまでの道のりをイレイナと共に旅をしていた。
早起きが苦手。蝶が好きで、イレイナが初めて出会った時も蝶と戯れていた。昔からずっと料理が苦手で、黒焦げにしてしまう。
実はイレイナの母・ヴィクトリカの1番弟子であり、シーラとは姉妹弟子の仲。「ニケの冒険譚」に登場する「魔女見習いのフーラ」は彼女がモデルである。
13歳の頃に故郷の国である深い森のビエラで行われていた習慣に疑問を持ったために、口封じとして生贄にされ殺されそうになったが、何故かその際未来へタイムトラベルし、旅をしていたイレイナと出会って魔法を習得した。元の時間軸に戻った後は旅の魔女の手で住人が習慣の本当の意味を知ったことによりフランが殺されることがなくなる。その直後に逃げるように旅を再開しようとする魔女（ヴィクトリカ）についていくことで、彼女の弟子になる。魔女になろうとした理由は、故郷に魔女が1人も居らず、魔女になる事で国でただ1人の存在となれば生活していけると考えたためである。平和国ロベッタで、その才能を妬まれどの魔女からも師事を断られて孤立していたイレイナの師匠を引き受けたのも、この縁による両親からの依頼であった。
かつて正式に魔女になって旅をしていた時に自分を主役にした小説を書いていた過去があり、その原稿を恥ずかしさから旅行鞄の底に封印していたのを忘れて誤って鞄諸共売り払ってしまったという黒歴史がある。その自筆小説は、後にイレイナが立ち寄った過去にフランが救ったとある国で「フランの冒険譚」として出版および銅像まで建てられてしまっているが、当人はそれを未だ知らなかった。
なお、アニメ版での声の描写は、見習いで修行中の頃のほうが魔女になった今よりしっかりしていて、あまりフワフワした態度をせず、滑舌良くしゃべっていた。
シーラ
声 - 日笠陽子
魔法統括協会の敏腕エージェント。サヤとミナの師匠で、魔女名（二つ名）は『夜闇の魔女』。ぶっきらぼうで男勝りな言動が目立つ。初登場時からヘビースモーカーで、当初は紙巻きタバコ、現在は煙管を使用。サヤからイレイナの事を聞かされていたため、初めてイレイナと出会った時にサヤとお揃いのペンダントと灰色の髪を見てその正体に思い至っていた。
実はイレイナの母・ヴィクトリカの2番弟子であり、フランとは姉妹弟子の仲。「ニケの冒険譚」に登場する「魔女見習いのシレン」は彼女がモデルである。
元々は独学で覚えた魔法で盗みを働いていたが、ある時にヴィクトリカに盗みを働いた際に魔女の存在を知り、魔女になる事で生活していくためヴィクトリカに弟子入りした。
弟子時代はヤンチャであったが、師匠になってからサヤからイレイナに対する変態妄想を日常的に聞かされたり、ミナからサヤと引き離した件について理不尽な罵倒や呪詛を受けたりと苦労している様子。
アニメ版での表現では、服装は他の魔女と異なり明るい服を愛用し帽子も白。空を飛ぶために愛用している箒は二つ仕様で、リクライニング式となっており、取り付けられている小型プロペラが飛ぶ際にキラキラと光る。
アムネシア
声 - 小原好美
毎日記憶を失ってしまう呪いをかけられている少女。日記に書かれていた自分の故郷である信仰の都エストへ向かって一人で旅をしていたが、イレイナと出会ってからは共に旅をしていた。マントを羽織っているが魔法は使えず、代わりに剣術が卓越している。腰にはサーベルを携えている。
一見能天気な性格をしているが記憶を失う孤独感と恐怖に苛まれており、それを見抜いたイレイナの日々の地道な思いやりによって記憶がないながらも本能的にずっと一緒にいたいと思うようになる。そのためイレイナを失いかけた時にはそれまでののほほんとした雰囲気が一変し、自分を逃がそうとする“ほうき”に泣き叫んですがりつくほど取り乱した。
呪いが解けてからは妹と共に新たな故郷を見つけるべく旅をしている。自身を救ってくれたイレイナとはまだ再会できていない（14巻現在）が、ドラマCDでは別れずに一緒に旅を続ける世界線に分岐している。
アヴィリア
声 - 岡咲美保（ドラマCD）
アムネシアの妹。信仰の都エストの正統騎士団の幹部。姉のアムネシアと違い魔法の腕が優秀。アムネシアを巡る騒動が解決した後に国を出て姉と共に旅をしている。「なのです」といった特徴的な口調で話す。天然。
アムネシアを強く慕っており、そんな姉から巨大な感情を寄せられるイレイナに嫉妬の感情を抱いている。一方で姉の幸せを第一に考えているため、個人行動中にイレイナと再会した時には拗ねながらもアムネシアとも再会するよう提案したこともある。
ヴィクトリカ
声 - 伊藤静
イレイナの母親で、フランとシーラの師匠。イレイナが着ている魔女の服は、母親からのおさがりである。
その正体は、イレイナが幼少期に読み、彼女が魔女になり旅をするきっかけを作った「ニケの冒険譚」の著者であり、主人公である「魔女のニケ」本人。なお「ニケ」はペンネームのようなものであり、本名ではない。
若い頃の姿は通りかかった街で勘違いされるほどイレイナと瓜二つだが、イレイナとは異なりそれなりにりっぱなものを持っている。性格も娘に似ており、依頼内容より先に報酬を確認したり報酬を魔法統括協会と国の両方から二重取りしたり、笑顔で仕事を周りに任せたりする無邪気なようで打算的な性格。
また、娘のイレイナとは異なり魔法以外の戦いも得意な様子。
孤児であったため平和国ベレッタの孤児院で幼少期を過ごし、8歳の時に魔法の才能があるとわかり孤児院の先生に簡易的な魔法を教わる。自身の周辺の子供たちが引き取られていくことで外の世界へ憧れ、魔法を使って違法出国する。出国後は財布が空になり違法な商売に手を染め、捕まりかけるが白の魔女に助けられる。彼女に正式に魔法を教わり、15歳で魔女見習い試験に合格し18歳に灰の魔女（イレイナと同じ魔女名である）となる。その後はニケの冒険譚をつづりながら諸国を旅し、5冊目を綴り終わると平和国ベレッタに違法出国の罰金を払うために帰国する。その後はベレッタで一介の魔導師として生活している。
ミナ
声 - 高橋未奈美
サヤの妹。綺麗な黒髪をした、サヤ曰く「歳の割に色っぽい」少女。姉より先に魔女見習い試験に合格し、一人先に故郷へ戻りシーラの弟子となる。
魔女名（二つ名）は『煤の魔女』である。誕生日は3月7日。
姉が大好きだがいつも冷たく当たってしまっている。姉に似て特定の人物への依存が強すぎるためシーラに引き離されたというのが単身での帰郷の真相であり、その際には師匠であるシーラに罵詈雑言や「一生呪ってやる」と言い放つほどの狂いっぷりであった。ある事件で魔法の効果を受けたとき、姉を好きなあまり押し倒したが、実は中身がイレイナと入れ替わっていたため彼女によって気絶させられる。そのためサヤはそのことを知らない。
イレイナはミナに対し、この姉にしてこの妹ありという引き気味の評価を下している。

### その他
筋肉の人
誘拐された妹を救出すべく、鍛錬をしていた最中にイレイナと出会う。
手品師の兄弟
宗教上の理由から魔法使いのいない国で「魔法使いに最も近い手品師」として活躍していたが、国が手品を禁止したことによって追い出された兄弟。イレイナが出会ったとき、兄弟はどちらが優れているかで喧嘩をしていた。だが、それは自分たちの手品を見せてお金を騙し取ろうとする詐欺であり、通りかかった筋肉の人が怒って兄弟を無理やり旅に同行させた。その後、再びイレイナが会った際には筋肉の人の影響で筋肉好きのマッチョになっていた。なお、一人称は兄が「俺様」、弟が「俺っち」。
筋肉の人の妹
イレイナが出会ったとき、清潔さんと不潔さんが彼女を取り合っていた。彼女曰く、新しい彼氏を探していた。
清潔さん
筋肉の人の妹を取り合っていた二人のうちの一人。イレイナが出会ったとき、彼女を賭けて勝負をしていた。
不潔さん
筋肉の人の妹を取り合っていた二人のうちの一人。勝負で不正をした。
アベル
小さな村に住む青年。難病で床に伏していた。ミナという恋人がいた。
ミナ
小さな村の村長の娘。アベルの恋人だった。アベルのために万病薬を探しに村を出たまま帰ってこなかったため、偶然訪れたとても容姿の似ているイレイナが彼女のふりをした。前述のミナとは別人。
シャルロッテ
金色の髪を後ろ一つに結っている女性。予言者によって滅ぶと言われていた国で唯一生きていた。元々は魔法の使えない人間であったが、夢の中で人の魂を食らう悪魔から魔法能力を与えられ、魔法使いとなった。その悪魔は「ありとあらゆるありふれた灰の魔女の物語」における黒幕である。
サビーネ
スイーツの国に訪れた新米の旅人。金貨10枚で買ったフルーツで金貨10枚のスイーツを買えると思ってしまうほどの「少しお馬鹿さん」であり、美味しいスイーツを求めて旅を始めたばかりだった。その正体は近くの国の王女で、自分の国にスイーツがないことから広めようと内緒で来ていたが、イレイナによってスイーツの国の秘密を知ってしまう。その後、自分の国では普通のスイーツを広めている。
ベンチに座っていた男性
メルネル王国に住む男性。隣国セリアル王国と繋ぐ道にあるベンチに座っていた。10年間隣国へ行ったっきりの妻の帰りを待っている。モップのような毛並みの生き物がそばにいる。実はそのモップのような生き物こそが妻であり、魔法使いであった妻は隣国との戦争時、魔法の罠によってモップのような生き物にされてしまっていた。それを知らない男性はモップのような生き物を10年間共にいてくれる存在だとしか知らなかったが、魔法が解けた後にイレイナがそのベンチの前を通りかかった際には、誰もいなかった。
ほうき
イレイナが愛用している箒に「物を人に変える魔法」をかけ、擬人化したもの。持ち主であるイレイナと髪がピンク色の色違いであること以外はまったく同じ容姿であり、性格も似ている。物であるため、物の声が聴ける。その力を使い、幾度かイレイナを助けている。イレイナのことを「イレイナ様」と呼び、イレイナが風邪で倒れた時にはイレイナのために薬を取りに行くなど、彼女のことは慕っている。
犬男
自身を狼男と勘違いしていた男。顔が犬で、犬種はチワワ。イレイナのアドバイスに従い、毛を剃った。
ユーリィ
とあるスパイ組織の魔導士。ハードボイルドな女性になろうと奮闘中。コーヒーを好んで飲んでいるが、飲むたびに吐いている。イレイナにお手製のコーヒーをサービスしたとき、イレイナは砂糖を入れられたはずのそれから薬品の匂いを嗅ぎ取った。
シャロン
魔女に憧れる少女。青紫色の長髪で、したり顔が特徴。名誉のために頻繁に嘘をつき、そのために頻繁に災難に見舞われるが、持ち前の強運で乗り切る。イレイナとは原作7巻にて知り合う。また、8巻ではユーリィとカフェ(実際は麻薬の取引所)にて知り合い、図らずも犯罪者を捕まえることに成功する。よくキャラ崩壊を起こすことをイレイナに指摘されている。
アトリ
水没街区の魔導士。血気の盛んな少女だが、礼儀正しい一面もある。ヴィオラからのアプローチに毎回律義に返しているが、すべて否定や拒否の言葉のほか、そういった意味を含んでいる。
ヴィオラ
「美少女考古学者」を自称して世界中を旅する優秀な学者だが、性格に難あり。女の子が好きで、特にアトリによくアプローチをしている。イレイナが出会った際にはアトリに夜這い未遂を起こし、その罰で牢に入れられていたが、実はそういった行動はすべて計算の上である。水没街区で食べられている魚が自分たち余所者には毒であることを知っており、食事をサラダのみにしてもらうために行動していた。
クチナシ
城下街フリージアで働く郵便局員の魔女。伝書鳩の世話や手紙の管理などをしている。イレイナとは彼女が仕事をしに郵便局を訪ねた時に出会った。常に誰かとは文筆で話し、あまり喋らない。よく鳩から突かれているが、それは被っている帽子を鳩が取るために行っており、鳩にはそれなりに慕われている様子。被っていた郵便局員の帽子には魔法がかけられており、副作用として局員の労働を好むようになってしまう作用があった。
プルメリア王女
城下街フリージアの王女。城の高い所の部屋に住んでいる。美しい容姿に冷たい目で民衆に慕われている。イレイナがフリージアを訪れた時は丁度彼女の生誕祭パレードが行われる1週間前。郵便局の問題を解決したイレイナに自分を攫おうとする怪盗を捕獲するよう依頼するが、実は怪盗とは面識があり、仲良くなっていた。外の世界を知らないため、怪盗に自分を攫ってもらおうと画策していた。
アイリス
城下街フリージアで働く新聞記者。大怪盗を捕まえるために雇われたと書かれたイレイナにしつこく取材を申し込む。その正体は怪盗アネモネ本人で、義賊のようなことをしていた。城に囚われた際にプルメリア王女と仲良くなり、その後は伝書鳩で文通する仲になる。
ドロシー
14歳ながら魔法使いのレース「競箒」で連勝中の少女。あと1勝で誰も成せなかった10連勝を成せるとなったとき、それを良く思わない大人のせいでルールが変更され、二人一組でないと出場できなくなってしまうが、そのときちょうど訪れていたイレイナへ共に出場してほしいと依頼する。母も元は選手であったが、あと1勝で10連勝というところで発病して負けてしまう。ドロシーはそんな母が成せなかった10連勝を達成し、その賞金を治療費にしようと考えていた。
プリシラ
「天才魔導士」を自称して妖しい薬品づくりに没頭している少女。まだ幼いため、その姿を利用して道行く人に薬品を売りつけ、そのお金で街を出ようとしていた。イレイナには「背が高くなった気がする薬」を売りつけ、副作用としてイレイナを小さくしてしまうが、イレイナはその姿を利用して商売を始めたためにプリシラの商売はあがったりとなり、彼女はイレイナへ刺客を送るもことごとく惨敗する。最終的にはイレイナに捕まり、役人にすべてを話した。その数年後、「巨人の調理場」にて小人と協力して新しいビジネスを始めようとしている話がある。
アリアドネ
ラトリタ国立学園の生徒。魔法は使えない普通の少女。ある目的でイレイナと共に学園へ潜入していた。その目的とは、かつての親友の実験台にされ、家出してしまった自分の娘を連れ戻すことであり、少女の姿はイレイナの魔法によって変化したもの。実際は大人で、親から引き継いだパン屋を営んでいる。かつてはラトリタ王立学園の生徒で勉学においては優秀な成績を修めており、親友のヴィヴィアンとは将来教師になる夢を共有した仲だったが、魔法が使えないという理由から就職に失敗して実家のパン屋を継いだ。
ヴィヴィアン
ラトリタ国立学園の人気教師。風魔法を得意とする優秀な魔女。だが、裏では生徒を自分の薬の実験台にしており、その目的は魔法が使えない人間でも魔法が使えるようにする薬を完成させること。それを目指すようになった理由は、かつての親友が魔法が使えないからという理由で自分の夢をあきらめざるを得なくなった姿を見ていたことから、魔法が使えない=不幸と考えるようになったためである。
アルテ
ラトリタ国立学園の魔法科に通う少女。魔法の才能は高いが一般教科が大の苦手。田舎出身で、幼い頃に都会であるラトリタへ旅行へ来た際にゴーレムに襲われて岩の下敷きになりかけたが、その場にいた魔法使いによって助けられる。その出来事から魔法使いに憧れを持ち、やがて魔法使いとなった。
リナリア
ラトリタ王立学園の魔法科に通う少女。学園一の優等生だが、いつも一人で読書か自習している。一見クールだが、かなり熱い歴史マニア。アルテがリナリアのみが持っているはずの唯一無二の道具を持っていることに気付き、さらには自分の持つ道具は使えなくなっていることから彼女の道具を奪おうとする。
ルシェーラ
400年前に1人の魔女によって岩に封印され、400年後の現代に復活した龍。400年前当時は龍の姿であったが、封印が解けて再び姿を現したときには人間の姿となっていた。態度は尊大だが、世間知らずのドジっ娘。イレイナと共に近隣諸国を見て回り、自分の居場所を探していた。
マトリシカ
死ぬことができない不思議な力を持った女性。自分のことを「ちゃん」づけで称し、外見こそ若いが、不老不死の体質のせいで100年近く生きており、たびたび自殺を試みては失敗していた。
疫病に悩まされていたある国ではマトリシカの血が特効薬となったほか、イレイナの猫アレルギーが治るきっかけとなった。
レイシェ
海辺の街の海岸にいた人魚の女性。金色の髪を後ろで一つにまとめている。海の雷鳴（クラゲ）に刺されて海面へ浮上した際にキースと出会い、話しているうちに恋心を抱くようになった。次の日も会いたいというキースの言葉を拒んだが、それは互いが棲んでいる世界が違うので恋心が叶わないと悟ったためである。しかし、それでもあきらめられずにいたときにイレイナと出会った。イレイナから自分の尾びれを人間の足に変化させる魔法を教えてもらったことにより、地上でも活動できるようになった。その後、イレイナとフランの計らいでキースと再会し、共に旅をするようになる。
キース
20代半ばの黒髪の旅人。ある日、レイシェと出会って恋心を抱くようになった人魚フェチ。次の日も会いたいと伝えるが拒まれてしまい、一度海辺の街を離れるが、レイシェのことを忘れられず戻る。街の男性を使って贈り物を届けるだけでなく、お金と引き換えにサインをもらってきてもらったり、男性が人魚と話すだけでお金を渡したりするなどストーカー紛いの行為をしていたため、街で噂されていた。それは遠回しに情報収集していたからであり、レイシェの言葉をそのまま受け取り、会いたいが会えない状態だったためだったが、イレイナの計らいでレイシェと再会した後は共に旅をしたいと望み、受け入れられる。女性慣れはしておらず、レイシェにくっつかれるだけで赤面していた。
ディアナ
かつて夜になると空に浮く城があった空の下のオロトリンネに住む女性。アムネシアとアヴィリアに、追い出したはずの魔法使いたちが住まう空に浮く城が戻ってきた理由を調べて欲しいと依頼する。実はクレアノールの妹で、箒で空を飛ぶことができないほど魔法使いとしての才能がなかったため、魔女である母に城から突き落とされた。咄嗟に箒を掴んだことから死は免れたが、その際に負った怪我の後遺症により、指に力が入らなくなってしまい、二度と魔法を使うことができなくなった。その報復として、魔法使いに怯えていた街の人々と共に城に細工をし、二度と城が地上へ降りれなくした。だが、後日にはその行動を後悔し、戻って来た城の魔法使いたちに謝りたいという思いでアムネシアとアヴィリアに依頼した。
クレアノール
上空に浮かぶ城に住む魔法使い。城の長である魔女の娘であり、ディアナの姉。かつて多くの魔法使いがいた城の唯一の生き残りであり、他の魔法使いたちは対立を起こして相打ちとなり、すでに存在していない。城へやってきたアムネシアとアヴィリアをツアーの観光客と一方的に称して迎え入れるが、実は彼女たちがオロトリンネから遣わされた者であることを察しており、15年前の話をした。
ワズリ
海辺の街の港でカフェを営む魔法使い。人形が好きで、街中にいる人形はワズリのもの。人形には魔法がかけられていて、話しかければ答えてくれたり、人助けをしたりする。魔力のある者が触れればその者の意思を宿し、その者の代わりに何かしてくれる。イレイナの場合は「日記が書きたい」と思いながら触れた結果、人形がイレイナの代わりに日記を書いた。フランとは友人で、まだ弟子だった時代に年が近かったからという理由で仲良くなった。
孤独な物語の本
イレイナとフランが共に旅をしていたとき、フランの前に現れた黒い本。本を開いた魔法使いを中に取り込むという、魔力を帯びている。
モニカ
魔法統括協会に属している魔女。わけあって故郷に帰らなければいけなくなる。
アシュリー
「女神」と呼ばれる宝石を探し、旅をしている女性。しかし、求めていたものが理想と違い、落ち込んでしまう。
三日月の魔女クラリス
表向きには「転生」ということにして300年以上生きている魔女。一生では終わらせられない役目を持つ。街の住人から誰よりも慕われている。
移動式宿屋ルノワ
宿を背負った竜。どんな客でも笑顔にさせることが目標。

## 制作背景
2014年にAmazon Kindleで公開したが、売れ行きは順調ではなかった。作者自身が2ちゃんねるのニュース速報VIP板で本作を宣伝するスレッドを立てた所、ニュースまとめサイトに取り上げられて一躍話題の作品となる。その後、大幅加筆修正された形で、GAノベル（SBクリエイティブ）より2016年4月から刊行されている。
本作を連作形式にした理由については、読者が気軽に読んでもらうようにすることと、明るい話と暗い話の両方を書きたかったと、前述のインタビューの中で説明している。
なお、タイトルの「旅々（たびたび）」という単語は、当初にタイトルとする予定だった「魔女の旅」では安直すぎ、他のものと被る恐れがあると考えた作者による造語である。

## 既刊一覧

### 小説
- 白石定規（著）・あずーる（イラスト） 『魔女の旅々』 SBクリエイティブ〈GAノベル〉、既刊24巻（2025年3月15日現在）
  1. 2016年4月30日初版第一刷発行（4月15日発売[48]）、ISBN 978-4-7973-8435-2
  2. 2016年7月31日初版第一刷発行（7月15日発売[49]）、ISBN 978-4-7973-8816-9
  3. 2016年12月31日初版第一刷発行（12月15日発売[50]）、ISBN 978-4-7973-8924-1
  4. 2017年7月31日初版第一刷発行（7月15日発売[51]）、ISBN 978-4-7973-9286-9
  5. 2017年11月30日初版第一刷発行（11月15日発売[52]）、ISBN 978-4-7973-9399-6
  6. 2018年3月31日初版第一刷発行（3月15日発売[53]）、ISBN 978-4-7973-9565-5
  7. 2018年7月31日初版第一刷発行（7月14日発売[54]）、ISBN 978-4-7973-9613-3
  8. 2018年11月30日初版第一刷発行（11月15日発売[55][56]）、ISBN 978-4-7973-9715-4 / ISBN 978-4-7973-9612-6（ドラマCD付き限定版）
  9. 2019年4月30日初版第一刷発行（4月15日発売[57]）、ISBN 978-4-8156-0099-0
  10. 2019年8月31日初版第一刷発行（8月9日発売[58][59]）、ISBN 978-4-8156-0170-6 / ISBN 978-4-8156-0171-3（ドラマCD付き限定版）
  11. 2019年11月30日初版第一刷発行（11月14日発売[60]）、ISBN 978-4-8156-0374-8
  12. 2020年4月30日初版第一刷発行（4月14日発売[61][62]）、ISBN 978-4-8156-0377-9 / ISBN 978-4-8156-0376-2（ドラマCD付き限定版）
  13. 2020年7月31日初版第一刷発行（7月14日発売[63][64]）、ISBN 978-4-8156-0486-8 / ISBN 978-4-8156-0485-1（設定資料付き限定版）
  14. 2020年10月31日初版第一刷発行（10月14日発売[65][66]）、ISBN 978-4-8156-0488-2 / ISBN 978-4-8156-0487-5（ドラマCD付き限定特装版）
  15. 2020年12月31日初版第一刷発行（12月10日発売[45]）、ISBN 978-4-8156-0797-5
  16. 2021年3月31日初版第一刷発行（3月12日発売[67][68]）、ISBN 978-4-8156-0829-3 / ISBN 978-4-8156-0828-6（画集付き豪華特装版）
  17. 2021年7月31日初版第一刷発行（7月14日発売[69][70]）、ISBN 978-4-8156-0831-6 / ISBN 978-4-8156-0830-9（ドラマCD付き特装版）
  18. 2022年1月31日初版第一刷発行（1月14日発売[71]）、ISBN 978-4-8156-1027-2
  19. 2022年9月30日初版第一刷発行（9月14日発売[72][73]）、ISBN 978-4-8156-1543-7 / ISBN 978-4-8156-1542-0（ドラマCD付き特装版）
  20. 2023年3月31日初版第一刷発行（3月15日発売[74]）、ISBN 978-4-8156-1704-2
  21. 2023年10月31日初版第一刷発行（10月14日発売[75][76]）、ISBN 978-4-8156-1972-5 / ISBN 978-4-8156-1971-8（ドラマCD付き特装版）
  22. 2024年3月31日初版第一刷発行（3月15日発売[77][78]）、ISBN 978-4-8156-1973-2 / ISBN 978-4-8156-2487-3（フランの小屋〈アクリルスタンド6体+ジオラマBOX〉付き特装版）
  23. 2024年10月31日初版第一刷発行（10月13日発売[79][80]）、ISBN 978-4-8156-2576-4 / ISBN 978-4-8156-2597-9（ドラマCD付き特装版）
  24. 2025年3月31日初版第一刷発行（3月15日発売[81][82]）、ISBN 978-4-8156-2579-5 / ISBN 978-4-8156-3112-3（スペシャル音声コンテンツ付き特装版）
- 白石定規（著）・あずーる（イラスト）『リリエールと祈りの国』SBクリエイティブ〈GA文庫〉、2017年3月31日初版第一刷発行（3月15日発売[83]）、ISBN 978-4-7973-9068-1
- 白石定規（著）・あずーる（イラスト） 『祈りの国のリリエール』 SBクリエイティブ〈GAノベル〉、既刊3巻（2023年6月15日現在）
  1. 2022年1月31日初版第一刷発行（1月14日発売[84]）、ISBN 978-4-8156-1068-5
  2. 2022年6月30日初版第一刷発行（6月14日発売[85]）、ISBN 978-4-8156-1554-3
  3. 2023年6月30日初版第一刷発行（6月15日発売[86]）、ISBN 978-4-8156-1899-5
- 白石定規（著）・necomi（イラスト）『魔女の旅々 学園物語』SBクリエイティブ〈GAノベル〉、既刊2巻（2024年12月15日現在）
  1. 2023年12月31日初版第一刷発行（12月15日発売[87]）、ISBN 978-4-8156-2244-2
  2. 2024年12月31日初版第一刷発行（12月15日発売[88]）、ISBN 978-4-8156-2578-8

### 漫画
七緒一綺による漫画が「マンガUP!」（スクウェア・エニックス）で2018年11月29日から2024年3月28日にかけて連載。ガンガンONLINEでも再掲載。
- 白石定規（原作）・あずーる（キャラクター原案）・七緒一綺（漫画） 『魔女の旅々』 スクウェア・エニックス〈ガンガンコミックスUP!〉、全6巻
  1. 2019年4月12日初版発行（同日発売[91]）、ISBN 978-4-7575-6093-2
  2. 2019年12月25日初版発行（同日発売[92]）、ISBN 978-4-7575-6429-9
  3. 2020年12月7日初版発行（同日発売[93]）、ISBN 978-4-7575-6991-1
  4. 2022年3月7日初版発行（同日発売[94]）、ISBN 978-4-7575-7776-3
  5. 2023年3月7日初版発行（同日発売[95]）、ISBN 978-4-7575-8452-5
  6. 2024年7月5日発売[96]、ISBN 978-4-7575-9291-9
- 白石定規（原作）・あずーる（キャラクター原案）・ねりうめ（漫画） 『祈りの国のリリエール 〜魔女の旅々 外伝〜』 SBクリエイティブ〈GAコミック〉、全3巻
  1. 2022年8月31日初版第一刷発行（2022年8月11日発売[97]）、ISBN 978-4-8156-1053-1
  2. 2023年7月31日初版第一刷発行（2023年7月13日発売[98]）、ISBN 978-4-8156-1311-2
  3. 2024年3月31日初版第一刷発行（2024年3月15日発売[99]）、ISBN 978-4-8156-1885-8

## テレビアニメ
2019年10月に放送された『ガンガンGAちゃんねるスペシャル「GA FES 2019」メディアミックス大発表会！生放送』にてテレビアニメ化が発表され、2020年10月から12月までAT-Xほかにて放送された。
最終話では様々な姿のイレイナが登場し、イレイナ役の本渡が1人22役を演じたことで話題になった。

### スタッフ
- 原作 - 白石定規[19]
- キャラクター原案 - あずーる[19]
- 監督 - 窪岡俊之[19]
- シリーズ構成・脚本 - 筆安一幸[19]
- キャラクターデザイン - 小田武士[19]
- コンセプトデザイン - 内尾和正[19]
- 魔法エフェクト監修 - 宝井俊介[101]
- 色彩設計 - 高木雅人[101]
- 美術設定 - 滝口勝久[101]
- 美術監督 - 合六弘[101]
- プロップデザイン - 水村良男[101]
- 3Dディレクター - 向純平[101]
- 撮影監督 - 桑良人、板倉あゆみ（第1-8、10話-）[101]、林幸司（第9話）
- 特殊効果 - イノイエシン[101]
- 編集 - 柳圭介[101]
- 音響監督 - 藤田亜紀子[101]
- 音楽 - AstroNotes[101]
- 音楽プロデューサー - 臼倉竜太郎[103]
- 音楽制作 - ランティス[101]
- プロデューサー - 菊島憲文[103]、秋田規行[103]、長谷川嘉範[103]、吉江輝成[103]、礒谷徳知[103]、尾形光広[103]
- アニメーションプロデューサー - 早坂一将[103]
- アニメーション制作 - C2C[19]
- 製作 - 魔女の旅々製作委員会（KADOKAWA、SBクリエイティブ、ムービック、ランティス、AT-X、角川メディアハウス）[101]

### 主題歌
「リテラチュア」
上田麗奈によるオープニングテーマ。作詞・作曲はRIRIKO、編曲は伊藤賢。イレイナの成長が楽曲のテーマとなっている。
「灰色のサーガ」
ChouChoによるエンディングテーマ。作詞・作曲はChouCho、編曲は村山☆潤。
楽曲名は本作が「灰の魔女」の二つ名を持つ主人公の冒険物語であることに由来する。不思議な要素のある楽曲にしてほしいという要望や、本編がエピソードによって雰囲気が変わることから、変拍子の曲にすることは最初に決めたという。

### 評価
dアニメストアが実施した「あなたが選ぶdアニメストアアワード2020」では「世界観が良かったアニメ部門」で1位、「ストーリーが良かったアニメ部門」で3位、「オススメしたいアニメ部門」で4位をそれぞれ獲得した。
アメリカのアニメ評価サイト「Anime Trending」が主催した「第7回 Anime Trending Awards」での結果は以下の通り。
| 部門                                      | 対象                 | 結果 | 出典    |
| ----------------------------------------- | -------------------- | ---- | ------- |
| ANIME OF THE YEAR                         | 魔女の旅々           | 3位  | [ 113 ] |
| GIRL OF THE YEAR                          | イレイナ             | 2位  | [ 113 ] |
| SUPPORTING GIRL OF THE YEAR               | サヤ                 | 5位  | [ 113 ] |
| COUPLE SHIP OF THE YEAR                   | イレイナ×サヤ        | 9位  | [ 113 ] |
| OPENING THEME SONG OF THE YEAR            | 「リテラチュア」     | 9位  | [ 113 ] |
| BEST IN SCENERIES AND VISUALS             | 魔女の旅々           | 1位  | [ 113 ] |
| ACTION OR ADVENTURE ANIME OF THE YEAR     | 魔女の旅々           | 1位  | [ 113 ] |
| FANTASY OR MAGICAL ANIME OF THE YEAR      | 魔女の旅々           | 1位  | [ 113 ] |
| BEST VOICE ACTING PERFORMANCE BY A FEMALE | 本渡楓（イレイナ役） | 5位  | [ 113 ] |

### 各話リスト
| 話数   | サブタイトル                            | 絵コンテ                 | 演出     | 作画監督                                                    | 総作画監督                 | 初放送日       |
| ------ | --------------------------------------- | ------------------------ | -------- | ----------------------------------------------------------- | -------------------------- | -------------- |
| 第1話  | 魔女見習いイレイナ                      | 窪岡俊之                 | 宇和野歩 | 西尾淳之介                                                  | 小田武士                   | 2020年 10月2日 |
| 第2話  | 魔法使いの国                            | 博多正寿                 | 木村寛   | 青木真理子                                                  | 小田武士                   | 10月9日        |
| 第3話  | 花のように可憐な彼女                    | 髙橋順                   | 髙橋順   | 三島千枝                                                    | 長森佳容                   | 10月16日       |
| 第3話  | 瓶詰めの幸せ                            | 髙橋順                   | 髙橋順   | 三島千枝                                                    | 長森佳容                   | 10月16日       |
| 第4話  | 民なき国の王女                          | 窪岡俊之                 | 西野武志 | 門智昭                                                      | 小田武士                   | 10月23日       |
| 第5話  | 王立セレステリア                        | 平池芳正                 | 宇和野歩 | しまだひであき 青木真理子 大木比呂                          | 矢向宏志                   | 10月30日       |
| 第6話  | 正直者の国                              | 相澤伽月                 | 嵯峨敏   | 手島典子                                                    | 小田武士 矢向宏志          | 11月6日        |
| 第7話  | 旅人が刻む壁                            | 高橋順 平池芳正          | 髙橋順   | 森本明慧 小島彰                                             | 吉田巧介                   | 11月13日       |
| 第7話  | ぶどう踏みの少女                        | 高橋順 平池芳正          | 髙橋順   | 森本明慧 小島彰                                             | 吉田巧介                   | 11月13日       |
| 第8話  | 切り裂き魔                              | 稲垣隆行                 | 宇和野歩 | 青木真理子 横山友紀 吉田巧介 久保奈都美 桑原良介            | 小田武士                   | 11月20日       |
| 第9話  | 遡る嘆き                                | 板井寛樹                 | 板井寛樹 | 河野絵美 三島千枝                                           | 矢向宏志                   | 11月27日       |
| 第10話 | 二人の師匠                              | 窪岡俊之 池下博紀 木村寛 | 池下博紀 | 若山政志 齋藤温子                                           | 河野絵美 齋藤温子          | 12月4日        |
| 第11話 | 二人の弟子                              | 西野武志 相澤伽月        | 西野武志 | 若山政志 青木真理子 重松しんいち ブラガリ ポッター 申榮淳   | 河野絵美 齋藤温子 小田武士 | 12月11日       |
| 第12話 | ありとあらゆるありふれた 灰の魔女の物語 | 相澤伽月 窪岡俊之        | 窪岡俊之 | 三島千枝 青木真理子 重松しんいち ブラガリ ポッター 山田真也 | 河野絵美 齋藤温子 小田武士 | 12月18日       |

### 放送局
| 放送期間                 | 放送時間                     | 放送局     | 対象地域 | 備考                                 |
| ------------------------ | ---------------------------- | ---------- | -------- | ------------------------------------ |
| 2020年10月2日 - 12月18日 | 金曜 21:00 - 21:30           | AT-X       | 日本全域 | 製作参加 / CS放送 / リピート放送あり |
|                          | 金曜 22:30 - 23:00           | TOKYO MX   | 東京都   |                                      |
|                          | 金曜 23:00 - 23:30           | BS11       | 日本全域 | BS放送 / 『ANIME+』枠                |
| 2020年10月3日 - 12月19日 | 土曜 0:00 - 0:30（金曜深夜） | KBS京都    | 京都府   |                                      |
|                          |                              | サンテレビ | 兵庫県   |                                      |
| 2020年10月4日 - 12月20日 | 日曜 1:50 - 2:20（土曜深夜） | テレビ愛知 | 愛知県   |                                      |

| 配信開始日        | 配信時間           | 配信サイト |
| ----------------- | ------------------ | --- |
| 2020年10月2日     | 金曜 22:00 - 22:30 | ABEMA |
| 2020年10月4日以降 | 順次更新           | dアニメストア Netflix Amazonプライム・ビデオ U-NEXT アニメ放題 GYAO! バンダイチャンネル FOD niconico ビデオマーケット あにてれ |

### BD / DVD
| 巻 | 発売日        | 収録話         | 規格品番   | 規格品番   |
| 巻 | 発売日        | 収録話         | BD         | DVD        |
| -- | ------------- | -------------- | ---------- | ---------- |
| 上 | 2021年1月27日 | 第1話 - 第6話  | ZMAZ-14361 | ZMSZ-14371 |
| 下 | 2021年2月24日 | 第7話 - 第12話 | ZMAZ-14362 | ZMSZ-14372 |

### Webラジオ
本渡楓（イレイナ役）によるWebラジオ『魔女のラジ々〜配信するのは、そう、私イレイナです！〜』 
が音泉にて2020年10月1日から12月24日まで隔週木曜に配信された。

#### ゲスト
- 第3回（10月29日） - 花澤香菜
- 第5回（11月26日） - 黒沢ともよ
- 第6回（12月10日） - 上田麗奈